# ジョン・モンタギュー・ダグラス・スコット (第7代バクルー公爵)
第7代バクルー公、第9代クイーンズベリー公ジョン・モンタギュー・ダグラス・スコット（英語: John Charles Montagu Douglas Scott, 7th Duke of Buccleuch and 9th Duke of Queensberry, KT, GCVO 1864年3月30日 - 1935年10月19日）は、連合王国のスコットランド貴族、公爵。三女アリスは、連合王国国王ジョージ5世とメアリー王妃の第3王子グロスター公ヘンリーに嫁いだ。

## 略歴
第6代バクルー公爵ウィリアム・モンタギュー・ダグラス・スコットとその妻ルイーザ（初代アバコーン公爵ジェイムズ・ハミルトンの三女）の次男として誕生する。
1886年に兄ウォルター・ヘンリーが事故死したため、公爵位後継者となり、バクルー公爵家の儀礼称号であるダルキース伯爵を名乗ることになった。
1893年1月30日、第4代ブラッドフォード伯爵ジョージ・ブリッジマンの娘マーガレットと結婚し、3男5女を儲けた。
1935年10月19日に癌のため永眠。三女アリスとグロスター公爵ヘンリー王子との結婚まで、一月を切った中での訃報だった。このため、アリスとグロスター公の結婚式の会場は、ウェストミンスター大聖堂からバッキンガム宮殿のプライベート・チャペルに変更された。

## 子女
- マーガレット（1893年 - 1976年） - 海軍大将サー・ジェフリー・ホーキンスと結婚。
- ウォルター（英語版）（1894年 - 1973年） - 第8代バクルー公。
- ウィリアム・ウォルター（1896年 - 1958年） - カナダ総督副官。第13代ホーム伯爵チャールズ・ダグラス=ホームの次女レイチェルと結婚。
- シビル（1899年 - 1990年） - 近衛騎兵連隊ライフガーズ連隊士官チャールズ・バサースト・エレ・フィリップスと結婚。
- アリス（1901年 - 2004年） - グロスター公爵ヘンリー王子妃。
- メアリー（1904年 - 1984年） - 第6代エクセター侯爵デヴィッド・ジョージ・ブラウンロー・セシル（国際陸上競技連盟会長）と結婚。
- アンジェラ（1906年 - 2000年） - 海軍中将サー・ピーター・ダウニーと結婚。
- ジョージ（1911年 - 1999年） - 陸軍中佐。陸軍中佐ハリー・オズワルドの娘メアリーと結婚。